# ژرژ کوئندر
ژرژ کوئندر (فرانسوی: Georges Coindre‎؛ زادهٔ) دوچرخه‌سوار اهل فرانسه است.